# Língua chavacana
O chavacano ou chavacano de Zamboanga é o idioma espanhol crioulo das Filipinas, oficialmente, Español Criollo Filipino. É uma língua que concentra adeptos, principalmente, na Cidade de Zamboanga, nas Filipinas. Este nome, originalmente, da palavra espanhola chabacano e quer dizer "vulgar", "de baixa qualidade", "comum".

## Dados principais
É a única língua crioula da Ásia com base no espanhol, tendo sobrevivido por 400 anos e se tornado a mais antiga língua crioula hoje viva no mundo.
Segundo um censo recente, a língua tem em torno de 607.200 (ano 2000) falantes. A maioria vive em Zamboanga, sendo este idioma a língua principal da cidade e na ilha-província de Basilan. Também é falada em Zamboanga do Sul, Zamboanga Subugay, Zamboanga do Norte, em Cavite, Ternate, Davao e Cotabato.

## Falantes
De acordo com o Censo oficial de 2000 das Filipinas, havia cerca de 607 mil falantes de chavacano nessa época. A quantidade exata poderia até ser mais alta, pois apenas a população da Zamboanga nessa data em muito excedia esse número. Também esses números não consideravam a "diáspora" filipina para outras nações.
Há falantes de chavacano também em Semporna, Sabah na Malásia, pois a região norte doe (Bornéu) fica próxima às ilhas Sulu e da península Zamboanga, já tendo sido parte das Filipinas espanholas até o final do século XIX.
O idioma tem uma variedade de cerca 70% de suas palavras derivadas do espanhol e 30% de línguas como o subanon, visayan, sama-bangingi, tausug, yakan, português e a língua indígena mexicana. Chavacano é a única língua desenvolvida nas Filipinas que não pertence à família das Línguas austronésias, embora até apresente uma característica das Línguas malaio-polinésias, a reduplicação. Algumas pessoas das tribos étnicas muçulmanas de Zamboanga, como os Tausugs, os Samal, os Yakan de Basilan também falam a língua. Também há muçulmanos falantes de nas províncias próximas de Sulu e Tawi-Tawi.'.

## Variantes
Há muitas variantes dessa língua crioula sua classificação é baseada nas línguas que formam seus "substratos" e nas regiões onde atuam. Há três variantes de chavacano ou chabacano:
- As que tem como substrato o tagalo, faladas em Cavite (Caviteño), em Ternate-Cavite (Ternatenão), em Ermita (Ermitenõ, agora extinta);
- Outras têm o Cebuano como substrato, como zamboangueño (de Zamboanga), o davaoeño (de Davao), o cotabateño (de Cotabato). Zamboangueño é a mais falada, sendo também a língua principal da cidade de Zamboanga.

## Situação hoje
O chavacano já foi praticamente por muito tempo uma língua só falada, porém hoje já vem sendo gradualmente cada vez mais escrita, que também está em crescente padronização. Seu vocabulário vem quase todo do espanhol, enquanto que a Gramática tem com base mais significativa outras línguas das Filipinas, em especial do tagalo do cebuano, algo do italiano, do português e ainda de diversas nativas centro-americanas. É usada na educação, na mídia impressa, televisão e rádio.

## História

### Zamboangueño
Em 23 de Junho de 1635, Zamboanga se tornou a sede do governo colonial espanhol com a construção do Forte São José de Pilar nas Filipinas. Assédios e bombardeios por piratas e guerreiros dos sultões de Mindanao e de Jolo junto com a determinação de expandir o cristianismo para o sul nas Filipinas, aproveitando a posição estratégica de Zamboanga, levaram os frades missionários espanhóis a pedir reforço populacional e militar ao governo das colônias.
As autoridades militares decidiram buscar reforços em Luzon em Visayas, formando uma força de eventuais soldados mexicanos e espanhóis, "masons" de Cavite (o maior contingente), "sacadas" de Cebu e "Iloilo", forças tribais de Zamboanga como os Samals e Subanons.
Diferenças de dialetos e culturas criavam dificuldades para comunicação entre os diversos grupos do local. Além disso, as instruções de trabalho eram todas em espanhol, a maioria dos assentados eram analfabetos, não entendiam nem falavam espanhol e essa precisava ser a língua de comunicação.
Assim, surgiu um pidgin que se tornou uma língua crioula, sendo hoje uma língua franca, principalmente na cidade de Zamboanga. Daí em diante os constantes reforços da presença militar, educacional e missionária dos espanhóis na região fortaleceram essa língua Crioula espanhola.

### Caviteño / Ternateño
Os merdicas eram uma tribo Malaiade Ternate nas Molucas, uma pequena Colônia espanhola, que já havia sido colônia Portuguesa antes do domínio espanhol. Em 1574, os Merdicas se apresentaram voluntariamente para apoiar os espanhóis contra ameaças de invasão pelo pirata chinês conhecido como Li-ma-hong.
A invasão pelos piratas não ocorreu, mas as comunidades Merdicas se estabeleceram num local chamado Barra Maragondon numa barra de areia na foz do rio de mesmo nome.
Hoje o local é chamado Ternate ou Cavite e a comunidade merdica a suas gerações seguintes continuaram a usar seu crioulo espanhol com influência portuguesa, que veio a ser chamado de ternateño ou ternateño chavacano.

## Pronúncias
Os Zamboangueños geralmente pronunciam o nome da língua como chavacano, como, aliás, chamam também a si próprios. Eles também podem pronunciar como os espanhóis, ou seja chabacano  (‘b’ em lugar de ‘v’). Caviteños, Ternateños e Ermitaños pronunciam somente como os espanhóis — chabacano. Davaoeños, Cotabateños e em especial aqueles da Província Basilan tendem mais pronunciar como os Zamboangueños As variantes de linguagem apresentam relações com a geografia, uma vez que ermitaño, caviteño e ternateño são similares entre si e têm como base o tagalog. Já o zamboangueño, o davaoeño e o cotabateño formam outro grupo de similaridades com base nas línguas "visayan", em especial no cebuano.
Diferentemente dos crioulos com base em Luzon, as variantes Zamboangueñas apresentam mais palavras de origem externa tais como as línguas Filipinas de Hiligaynon, Subanon, Sama-Banguingui, Tausug, Tagalog, ilocano, espanhol do México, português, ainda com palavras de línguas indígenas da América latina como nahuatl, quíchua, taino.
Uma pessoa zamboangueña chama sua linguagem de zamboangueño ou chavacano de Zamboanga. Um caviteño chama seu falar de caviteño ou chabacano de Cavite e assim por diante, enfatizando a localização geográfica do domínio dessa língua.
Há ainda outros nomes alternativos ou pronúncias dependendo de variedades e contextos, se linguagem de origem mais hispânica ou nativa.
- Os zamboangueños podem por vezes pronunciar sua variante com o nome de Chabakano.
- O caviteño também é chamado de *caviten, linguaje di Niso ou ainda tsabakano.
- O ermitaño também pode ser ermiteño e o ternateño às vezes é dito como ternateño chabacano, bahra ou linguaje di Bahra.
- Davaoeño é também é conhecido como davaweño, davawenyo, davawenyo zamboangenyo, abakay espanhol,  davao chabacano/chavacano.
- Cotabateño também é conhecido como cotabato chabacano (ou chavacano).
- Os de Basilan consideram seu chavacano como zamboangueño ou chavacano de Zamboanga.

## Vocabulário
O idioma tem uma variedade de cerca 70% de suas palavras derivadas do espanhol e 30% de línguas como o Subanon, Visayan, Sama-Bangingi, Tausug, Yakan, Português e a língua indígena mexicana.

## Dialetos
São seis os Dialetos do Chavacano, cada um conhecido por diferentes nomes:
- Zamboanga – cerca de 360 mil falantes – Zamboangueño ou Chavacano (ou Chabacano, Chabakano) de Zamboanga
- Cavite – cerca de 200 mil falantes – Caviteño ou Chavacano (ou Chabacano, Chabakano) de Cavite, Caviteno, Língua di Niso, Tsabakano
- Ermita - Ermiteño ou Ermitaño (practicamente extinto)
- Ternate – cerca de 7 mil falantes - Ternateño Chabacano, Bahra, Linguaje di Bahra.
- Davao – cerca de 18 mil falantes - Davawenyo, Davawenyo Zamboangenyo, Abakay Spanish, Davao, Chabacano, Chavacano, Chabakano.
- Cotabato – cerca de 21 mil falantes: Cotabateño, Cotabato Chabacano, Chavacano, Chabakano.

## Escrita

### Ortografia
As palavras chavacanas de origem espanhola são escritas usando o alfabeto latino com caracteres especiais originário do alfabeto espanhol, as 5 vogais com acento agudo, ü com trema e o ñ.
As palavras chavacanas de origem local usam o alfabeto Latino e as palavras de origem local também o usam, porém, pode haver diferenças de pronúncia entre as palavras de origem diferente. A letra k aparece mais em palavras de origem Austronésia ou naquelas vindas de outras línguas Filipinas, tais como kame, kita, kanamon, kaninyo, kilo, karate).
Alguns caracteres ou conjuntos de letras adicionais são usados também:
- ñ (eñe – fonema /ɲ/, o "nh" do português que difere do n, sendo um n com um til),
- Dígrafo 'ch (che - fonema/tʃ/),*ll (elle - duplo L – fonama  /ʎ/) (como em português).
- Dígrafo rr (erre – duplo R, R forte (como em português).

### Alfabeto
O alfabeto chavacano tem as 26 letras do alfabeto latino tradicional e mais /ch/, /ll/  /ñ/:
a, b, c, ch, d, e, f, g, h, i, j, k, l, ll, m, n, ñ, o, p, q, r, s, t, u, v, w, x, y, z

#### Letras e seus nomes
| A a   | a /a/                                                                  | J j   | jota /ˈxota/                       | R r | erre /ˈere/ ere /ˈeɾe/                                                               |
| B b   | be /be/ be alta /be ˈalta/ be grande /be ˈgɾande/ be larga /be ˈlaɾga/ | K k   | ka /ka/                            | S s | ese /ˈese/                                                                           |
| C c   | ce /θe/                                                                | L l   | ele /ˈele/                         | T t | te /te/                                                                              |
| Ch ch | che /tʃe/                                                              | Ll ll | doble ele/ˈdoble ˈele/ elle /ˈeʎe/ | U u | u /u/                                                                                |
| D d   | de /de/                                                                | M m   | eme /ˈeme/                         |     |                                                                                      |
| E e   | e /e/                                                                  | N n   | ene /ene/                          | V v | uve /ˈube/ ve /be/ ve baja /be ˈbaxa/ ve chica /be ˈtʃika/ ve corta /be ˈkoɾta       |
| F f   | efe /ˈefe/                                                             | Ñ ñ   | eñe /ˈeɲe/                         | W w | uve doble /ˈube ˈdoble/ doble ve /ˈdoble be/ doble u /ˈdoble u/ ve doble /be ˈdoble/ |
| G g   | ge /xe/                                                                | O o   | o /o/                              | X x | equis /ˈekis/                                                                        |
| H h   | hache /ˈatʃe/                                                          | P p   | pe /pe/                            | Y y | ye /ɟʝe/ i griega /i ˈgɾjega/                                                        |
| I i   | i /i/ i latina /i laˈtina/                                             | Q q   | cu /ku/                            | Z z | zeta /ˈθeta/ zeda /ˈθeda/                                                            |

## Vocabulário

### Formas
Chavacano (em especial Zamboangueño) apresenta dois níveis de uso de palavras, a forma "Comum" ou familiar e a forma dita "Formal".
Na sua forma comum ou familiar, palavras de origem local ou locais misturadas com espanhol predominam. Esse modo de falar é usado preferencialmente quando a conversa é com pessoas de "status" igual ou inferior na sociedade. Também é usado em família, com amigos, em relações informais. Tem uso de aceitação geral.
Na versão formal predominam as palavras de origem espanhola. É uma forma usada na conversação com pessoas de "status" social mais alto dentro da escala social. Também usado para falar com os mais velhos, com os parentes mais velhos, com as autoridades. É mais usado pelas gerações mais antigas, também pelos mestiços "Zamboangueño" e nos bairos de periferias. É a forma usada nos discursos, escolas, na "Mídia", na linguagem escrita.
Os seguintes exemplos mostram as diferenças entre os usos de palavras do Chavacano Comum e do Chavacano Formal:
| Português           | Chavacano (Formal)        | Chavacano (Comum/Familiar) |
| ------------------- | ------------------------- | -------------------------- |
| escorregão          | resbalozo/resbaladizo     | malandug                   |
| aroz                | morisqueta                | canon                      |
| chuva               | lluvia/aguacero           | aguacero                   |
| comida              | comida/vianda             | comida                     |
| orgulhoso           | orgulloso                 | hambugero/bugalon          |
| automóvel           | coche                     | auto                       |
| empregada doméstica | muchacho (m)/muchacha (f) | ayudante/ayudanta          |
| papá/papai          | papá                      | tata                       |
| mamã/mamãe          | mamá                      | nana                       |
| avô                 | abuelo                    | abuelo/lolo                |
| avó                 | abuela                    | abuela/lola                |
| pequeno             | chico/pequeño             | pequeño/diutay             |
| tédio               | fastidio                  | malihug                    |
| teimoso             | testarudo                 | duro cabeza/duro pulso     |
| chinelos            | chancla                   | chinelas                   |
| casado (a)          | de estao/casado           | casado/casao               |
| (meus) pais         | (mis) padres              | (mi) tata y nana           |
| travesso            | travieso                  | salawayun                  |
| escoregar           | rezbalasa/deslizar        | landug                     |
| feio                | feo (masc.)/fea (fem.)    | mala cara                  |
| chuveiro            | lluve                     | tali-ti                    |
| raio (relâmpago)    | rayo                      | quirlat                    |
| tempestade          | trueno                    | trueno                     |
| tornado             | tornado/remolino          | ipo-ipo                    |
| magro               | delgado/flaco/chiquito(a) | flaco                      |

## Gramática

### Substantivos
Diferente do espanhol, os Substantivos do não seguem regras de Gênero gramatical, o Artigo 'el' basicamente fica diante de todo substantivo singular. Porém,  essa regra não é rígida, especialmente em Zamboangueño, pois o modo formal oriundo do espanhol predomina sobre o comum em especial na linguagem escrita. O artigo feminino singular "la" não existe em Chavacano, é mais seguro usar sempre o 'el'. Compare na Tabela:
| Substantivo singular português | Chavacano (geral e comum) | Chavacano (aceito ou incomum)       |
| ------------------------------ | ------------------------- | ----------------------------------- |
| A virgem                       | el virgen                 | la virgen (aceito)                  |
| A paz                          | el paz                    | la paz (aceito)                     |
| O mar                          | el mar                    | la mar (aceito)                     |
| O gato                         | el gato                   | el gato (la gata é incomum)         |
| O sol                          | el sol                    | el sol                              |
| A lua                          | el luna                   | el luna (la luna é incomum)         |
| A vista                        | el vista                  | la vista (aceito)                   |
| A tragédia                     | el tragedia               | el tragedia (la tragedia é incomum) |
| O doutor                       | el doctor                 | el doctora (la doctora é incomum)   |

Como em espanhol, os Substantivos Chavacanos não apresentam gênero exceto quando se referem a pessoas. Assim, são sempre masculinos pelo fato de que o artigo é geralmente o 'el'. Locais e coisas são sempre masculinos. Para substantivos femininos temos o final ‘-o’ da palavra masculina substituído pelo ‘-a’;
Muitas das palavras que se referem a pessoas não permitem o gênero feminino, são somente masculinos e nunca terminam em ‘-o’. Exemplos: el alcalde, el capitan, el negociante, el ayudante, el chufer
Todos nomes de animais são masculinos e usam o artigo 'el'. O feminino com ‘-a’ é bastante incomum. Exemplos: el gato, el puerco,  el perro.
Nomes de lugares e coisas podem ser masculinos ou femininos, mas são tidos como masculinos por começarem com o artigo 'el': el cocina, el pantalon, el comida, el agua, el camino, el trapo
| Substantivo singular português | Chavacano (masculino) | Chavacano (feminino) |
| ------------------------------ | --------------------- | -------------------- |
| o(a) professora(a)             | el maestro            | el maestra           |
| o(a) bruxo(a)                  | el burujo             | el buruja            |
| o(a) engenheiro(a)             | el engeniero          | el engeniera         |
| o(a) alfaiate (costureira)     | el sastrero           | el sastrera          |
| o(a) menino(a)                 | el niño               | el niña              |
| o padre, a freira              | el padre              | el madre             |
| (o) neto(a)                    | el nieto              | el nieta             |
| o(a) professor(a)              | el professor          | el professora        |
| o (a) conselheiro(a)           | el consejal           | el consejala         |

#### Plural
Em Chavacano, os artigos espanhóis 'los' e 'las' praticamente desapareceram para uso no plural de pessoas, locais e coisas, sejam estes femininos ou masculinos. Eles foram Tagalog ou Cebuano ('mga'). Essa regra vale para tanto para as formas comum, familiar ou formal.
Há falantes de Chavacano, em especial os mais velhos Caviteños ou Zamboangueños que tendem a usar 'mana' em lugar de 'maga'. 'Mana' é bem aceito e muito comum entre os falantes de mais idade, mas na dúvida o uso do 'maga' para pluralizar é bem mais seguro.
| Plural português             | Chavacano (masculino) | Chavacano (feminino) |
| ---------------------------- | --------------------- | -------------------- |
| Os professores               | maga maestro          | maga maestra         |
| Os bruxos                    | maga burujo           | maga buruja          |
| Os engenheiros               | maga engeniero        | maga engeniera       |
| Os(as) alfaiates costureiras | maga sastrero         | maga sastrera        |
| As crianças                  | maga niño             | maga niña            |
| Os padres, freiras           | maga padre            | maga madre           |
| Os netos                     | maga nieto            | maga nieta           |
| Os professores               | maga profesor         | maga profesora       |
| Os conselheiros              | maga consejal         | maga consejala       |

Essa regra também não é rígida, em especial em Zamboangueño. Os 'los' ou 'las' existem em alguns casos, diante de uns poucos substantivos,sendo bem aceitos: los caballeros, los dias, las noches, los chabacanos, los santos, las mañanas, las almujadas, las mesas, las plumas, las cosas
Porém, em dúvida usar ou o 'maga' é uma pluralização segura: maga caballero, maga dia, maga noche, maga chabacano, maga santo, maga dia que viene (se usa em lugar de 'maga mañana' que é incomum), maga almujada, maga mesa, maga pluma
Em Chavacano, como nas Línguas malaio-polinésias, é também comum a chamada "reduplicação", dobrar (repetir) um substantivo para pluralizá-lo:
- maga cosa-cosa (maga cosa é incomum)
- maga casa-casa (maga casa é comum)
- maga gente-gente (maga gente é comum)
- maga bata-bata (maga bata, 'criança', é comum)
- maga juego-juego (maga juego é comum)

Em geral as letras -s, -as, -os que pluralizam os substantivos em espanhol não existem em chavacano. A forma singular do substantivo retém até ser plural, quando o artigo 'maga' ou 'mana' elimina a necessidade do ‘s’.
maga caballeros (errado)
maga caballero (correto)
maga dias (errado)
mana dia (correto)
Porém, é bem aceito o uso de um ‘-es’ final para pluralizar algumas palavras que terminam em ‘-cion’:: maga meses, maga mujeres, maga mayores, maga tentaciones, maga contestaciones, maga naciones, maga organizaciones
Ainda assim, é bem mais seguro usar a regra geral, quando em dúvida, de manter a forma singular do substantivo tendo à frente o artigo 'maga' ou 'mana': maga mes, maga mujer, maga mayor, maga tentacion, maga contestacion, maga nacion, maga organizacion.

### Pronomes
Os pronomes Chavacanos têm como base o Tagalog ou o Cebuano nativos, mais o espanhol. Alguns pronomes não derivam dessas línguas, mas devem delas derivar.
Em Chavacano de Zamboanga há diferentes níveis de uso de pronomes que dependem do nívelde intimidade, de familiaridade entre os falantes, os "status" dos mesmos, o humor de ambos no momento, podendo ser ainda das formas comum, familiar, formal. As formas comuns são, especialmente as segunda e terceira pessoas do plural, derivadas do Cebuano. As demais mais familiares vêm do espanhol. As formas comuns, as usadas para pessoas de nível "inferior" ou igual, ou ainda para familiares ou mais relacionados, indicam informalidade e não necessidade de cortesia na conversação. Podem também indicar rudeza, caráter ofensivo ou impolido. As formas ditas familiares são usadas nas conversas entre pessoas de mesmo nível social ou familiar, também em declarações públicas. Indicam certa cortesia, são usadas na "mídia", na educação. As formas Formais são usadas quando pessoas se dirigem a outras mais velhas ou de nível social ou hierárquico mais alto. É a forma da linguagem escrita.
O Zamboangueño é a única variedade de Chavacano que distingue os dois tipos de ‘nós’, o inclusivo e o exclusivo:
- (kita) – inclui a pessoa com quem se fala, o interlocutor.
- (kame) – exclui o interlocutor.

Porém, em "formal", o nosotros é usado para ambos.
Ver tabela dos pronomes do Chavacano.
|                       | Zamboangueño                                                  | Caviteño   | Ternateño     |
| --------------------- | ------------------------------------------------------------- | ---------- | ------------- |
| Prim. pessoa singular | iyo yo                                                        | yo         | yo            |
| Seg. Pessoa singular  | evo(s) (common) vo(s) (common) tu (familiar) uste(d) (formal) | tu vo uste | vo uste       |
| Terc. Pessoa singular | el ele                                                        | eli        | eli           |
| Prim. Pessoa plural   | kame (exclusivo) kita (inclusivo) nosotros (formal)           | nisos      | mijotro motro |
| Seg. Pessoa plural    | kamo (common) vosotros (familiar) ustedes (formal)            | vusos      | ustedi tedi   |
| Terc. Pessoa plural   | sila (common & familiar) ellos (formal)                       | ilos       | lojotro lotro |

### Verbos
Os verbos do Chavacano de Zamboanga são em sua maioria de origem espanhola, raros são os que têm qualquer origem em alguma língua nativa filipina. Desse modo, os verbos muito contribuem para que o vocabulário Zamboanga se aproxime muito do espanhol.
Geralmente o infinitivo do verbo é o mesmo infinitivo corespondente do espanhol menos o /r/ final. Exemplos: continuar, hablar, poner, recibir, llevar se tornam continuá, hablá, poné, recibí, llevá com tonicidade na última sílaba.
Há algumas raras exceções, verbos cujos infinitivos derivam de frases ou de diferentes verbos espanhóis. Exemplos: dar não se torna da, mas dale (literamente do Espanhol "dá-lo"). Assim, dale somente se assemelha ao infinitivo espanhol  dar. O Chavacano brinca vem do espanhol brinco, quase o mesmo significado.
Chavacano (em especial Zamboiangueño) usa algumas palavras antes do infinitivo para indicar os tempos básicos dos verbos:
- ya – Passado
- ta – Presente
- hay Futuro

| Infinitivo Português | Infinitivo Espanhol | Infinitivo Chavacano | Passado  | Presente | Futuro Tense |
| -------------------- | ------------------- | -------------------- | -------- | -------- | ------------ |
| cantar               | cantar              | canta                | ya canta | ta canta | hay canta    |
| beber                | beber               | bebe                 | ya bebe  | ta bebe  | hay bebe     |
| dormir               | dormir              | dormi                | ya dormi | ta dormi | hay dormi    |

## Espanhol arcaico
Chabacano manteve muitas palavras do espanhol arcaico, palavras não mais usadas no moderno espanhol.
Exemplos:
- En denantes – faz algum tempo (Espanhol: "hace un tiempo"). Sendo "En denantes" forma arcaica do espanhol, hoje dita como "poco antes de hoy" ou "hace un tiempo".
- Masquen significa 'mesmo (sef)'. Em espanhol, "mas que" é espanhol arcaico, algo como "porém", data em espanhol hodierno com "aunque".

### Falsos cognatos
Por outro lado algumas palavras do espanhol evoluíram e tiveram seu significado totalmente modificado no Chavacano. Quando corem encontros de falantes de Espanhol com falantes de Chavacano, palavras quase idênticas com significados diferenres representam os "falsos cognatos". Exemplos:
- Cerilla - 'cera de ouvido' em Chavacano. Na Espanha "cerilla" significa 'fósforo (palito)' (também cera de ouvido) e na América latina é ‘cera de ouvido’.

Siguro ou Seguro - 'talvez'. em Chavacano - Em espanhol significa "por certo, seguro, estável", podendo por vezes indicar também uma possibilidade.
Siempre é 'com ceeteza'. em Chavacano – Em espanhol é  'sempre'.)
Firmi means 'always'. (In Spanish, "firme" means 'firm' or 'steady'.)
Como os acentos gráficos são importantes em espanhol, as palavras do espanhol muitas vezes mudam seu significado com a presença ou não de acentos. Assim, "mama" e "ingles" podem, respectivamente, ser a forma imperativa do verbo "mamar" e "virilha"", ou os substantivos "mamãe" e "inglês".
Em português, que é similar ao espanhol arcaico existe "na", uma contração de "em" com "a" ('in the'). Assim, em chavacano pode ser usado como várias preposições. Também o "Ele" do português é bem usado.

## Amostras

### Zamboangueño
Todo el maga ser humanos ya nacé libre y igual na dignidad y maga derechos. Ya dale con ellos el razón y conciencia, y debé ellos portá a uno y otro en el espiritu del fraternidad.
Tradução
Todos seres humanos nascem livres e iguais em dignidade e direitos. Eles são providos de razão e consciência e devem agir em relação aos demais num espírito de fraternidade.
Outros:
Ya mirá yo con José.
(Eu o vi com José.)
Ya mirá José.
(Eu vi José.)
Ele ya andá na escuela.
(Ele/Ela foi à escola.)
El hombre que yan encuentro tu, es mi hermano.
(O homem que você encontrou é meu irmão.)

### (Zamboangueño)
Donde tu anda?
Espanhol: ¿A dónde vas?
(‘onde você vai?)
Ya mirá yo con José.
Espanhol: Yo miré a José.
(‘Eu vi José.’)
Ele ya empezá buscá que buscá con el sal.
Espanhol: Ella empezó a buscar la sal en todas partes.
(‘Ela / ela começou a procurar por toda parte pelo sal.’)
Ele ya andá na escuela.
Espanhol: Ella fue a la escuela.
(‘Ele /ela foi para a escola? ’)
Si Mario ya dormí na casa.
Espanhol: Mario durmió en la casa.
(‘Mario dormiu na casae.’)
El hombre, quien ya man encuentro tu, amo mi hermano.
Espanhol: El hombre, a quien conociste, es mi hermano.
(O homem que você encontrou é meu irmão.)
El persona con quien ta conversa tu, bien alegre gayot.
Espanhol: La persona con quien conversas, está bien alegre.
(A pessoa de quem você fala está muito alegre)

#### Mais chavacano de Zamboanga
Treinta y cuatro kilometro desde'l pueblo de Zamboanga, el Bunguiao que un barrio chico estaba como un desierto. No hay gente quien ta queda aqui.
Abundante este lugar de maga animal particularmente como puerco, gatorgalla, venao y otro mas pa. Maga pajariador lang ta visita con este lugar.
(Bunguiao, uma pequena vila a trinta e quatro quilômetros da cidade de Zamboanga, já foi um local selvagem. Não vivia ninguém ali. No local havia muitos animais selvagens como porcos, gatos do mato, cervos e outros mais. O local ewra visitado somente por caçadores.

### (Caviteño / Ternateño)
Nisós ya pidí pabor cun su papang.
Espanhol: Nosotros ya pedimos un favor de tu padre.
(Nós já pedimos a seu pai um favor.)

#### Mais Chavacano de Cavite
Puede nisos habla: que grande nga pala el sacrificio del mga heroe para niso independencia. Debe nga pala no niso ulvida con ilos. Ansina ya ba numa?
Debe haci niso mga cosa para dale sabi que ta aprecia niso con el mga heroe. Que preparao din niso haci sacrificio para el pueblo. Que laya? Escribi mga novela como Jose Rizal?
Em Zamboangueño:
Quiere decir, puede nosostros habla cay el que grande sacrificio gale ya ofrece nuestro maga heroe para obtene nosotros con nuestro independencia. Entonces, no debe nosostros olvida con ellos. Ancina gane, hende ba? Necesita nosotros manda sabe con todos que nosotros ta aprecia con nuestro maga heroe y nosotros preparado tambien sacrifica para con el nacion. Quemodo ese nosotros hace? Maga clase de novela como ya escribi si Jose Rizal, nosotros hay escribi tambien?
Tradução:
(Podemos dizer que grandes sacrifícios nossos heróis fizeram para obter a independência. Assim, não podemos esquecê-los. É assim mesmo? Nós devemos fazer coisas que deixem claro que nós apreciamos nossos heróis. Que nós estamos preparados para fazer sacrifícios pelo nosso povo. Como? Devemos escrever romances como os José Rizal?)

## Traduções do Pai Nosso

### Zamboangueño

#### Zamboangueño (comum)
Tata de amon talli na cielo,
bendito el de Usted nombre.
Manda vene con el de Usted reino;
Hace el de Usted voluntad aqui na tierra,
igual como alli na cielo.
Dale kanamon el pan para cada dia.
Perdona el de amon maga culpa,
como ta perdona kame con aquellos
quien tiene culpa kanamon.
No deja que hay cae kame na tentacion
y libra kanamon na mal.

#### Zamboangueño (formal)
Nuestro Tata talli na cielo,
bendito el de Usted nombre.
Manda vene con el de Usted reino;
Hace el de Usted voluntad aqui na tierra,
igual como alli na cielo.
Dale con nosotros el pan para cada dia.
Perdona el de nuestro maga culpa,
como nosotros ta perdona con aquellos
quien tiene culpa con nosotros.
No deja que nosotros hay cae na tentacion
y libra con nosotros de mal.

### Caviteño
Niso Tata Qui ta na cielo,
quida santificao Tu nombre.
Manda vini con niso Tu reino;
Sigui el qui quiere Tu aqui na tierra,
igual como na cielo!
Dali con niso ahora,
niso comida para todo el dia.
Perdona el mga culpa di niso,
si que laya ta perdona niso con aquel
mga qui tiene culpa con niso.
No dija qui cai niso na tentacion,
pero salva con niso na malo.

### Ternateño
Padri di mijotru ta allí na cielo,
quidá alabaó Bo nombre.
Llevá cun mijotru Bo trono;  Viní con mijotru Bo reino;
Siguí cosa qui Bo mandá aquí na tiehra,
parejo allí na cielo!
Dali con mijotro esti día,
el cumida di mijotro para cada día.
Perdoná quél mgá culpa ya hací mijotro con Bo,
como ta perdoná mijotro ‘quel
mga culpa ya hací el mga otro genti cun mijotro.
No dijá qui caí mijotru na tintación,
sinó hací librá con mijotro na malo.

## Meses, dias, números
Quase tudo nestes casos praticamente igual ao espanhol ou facilmente inteligível.
| Português       | Espanhol          | Chavacano                          |
| --------------- | ----------------- | ---------------------------------- |
| Janeiro         | enero             | Enero                              |
| Fevereiro       | febrero           | Febrero                            |
| Março           | marzo             | Marzo                              |
| Abril           | abril             | Abril                              |
| Maio            | mayo              | Mayo                               |
| Junho           | junio             | Junio                              |
| Julho           | julio             | Julio                              |
| Agosto          | agosto            | Agosto                             |
| Setembro        | septiembre        | Septiembre                         |
| Outubro         | octubre           | Octubre                            |
| Novembro        | noviembre         | Noviembre                          |
| Dezembro        | diciembre         | Diciembre                          |
| segunda-feira   | lunes             | Lunes                              |
| terça-feira     | martes            | Martes                             |
| quarta-feira    | miércoles         | Miercoles                          |
| quinta-feira    | jueves            | Jueves                             |
| sexta-feira     | viernes           | Viernes                            |
| sábado          | sábado            | Sabado                             |
| domingo         | domingo           | Domingo                            |
| um              | uno               | uno                                |
| dez             | diez              | diez                               |
| cem             | cien              | ciento                             |
| quinhentos      | quinientos        | quinientos                         |
| é uma hora      | Es la una         | a la una                           |
| são cinco horas | Son las cinco     | a las cinco                        |
| agora           | ahora             | ahora                              |
| hoje            | hoy (ou este día) | este dia                           |
| amanhã          | mañana            | mañana                             |
| esta tarde      | esta tarde        | este tarde                         |
| na rua          | en la calle       | na calle/na camino                 |
| sobre a mesa    | sobre la mesa     | encima mesa/na la mesa             |
| no quarto       | en el cuarto      | adentro cuarto                     |
| a porta         | la puerta         | el puerta                          |
| um peso         | un peso           | un peso                            |
| vinte centavos  | una peseta        | un peseta                          |
| bom             | bueno             | bueno                              |
| melhor          | mejor             | mejor/mas bueno                    |
| o melhor        | el mejor (de)     | el con todo mejor/el mejor de todo |

## Códigos
SIL code: cbk
ISO 639-1: none
ISO 639-2: none
ISO 639-3: cbk